# Unipolární neuron
Unipolární neuron je typ neuronu s jedním neuritem. Vyskytuje se jako elektricky neaktivní neuron převážně u hmyzu v okrajových částech mozku. Převážně přenášejí informace do mozku např. smyslové buňky (tyčinky a čípky) sítnice oka, ale mohou být sdruženy do různých větších celku v neuropilu.